# Pristis clavata
A Pristis clavata a porcos halak (Chondrichthyes) osztályának Rhinopristiformes rendjébe, ezen belül a fűrészesrájafélék (Pristidae) családjába tartozó faj.

## Előfordulása
A Pristis clavata Ausztrália trópusi vizeiben, az Indiai- és a Csendes-óceánok határán él. Lehet, hogy elterjedési területe, ennél jóval nagyobb. Már vannak beszámolások a Kanári-szigetek körül élő állományokról is, de valószínűleg az itteni halak valójában a Pristis pristis fajhoz tartoznak. Ez ügy tisztázásához további megfigyelések kellenek.

## Megjelenése
Ez a hal legfeljebb 320 centiméter hosszú. Testszíne zöldesbarna, ritkán sárgás. Az úszói világosabbak, hasi része fehéres. Cápaszerű testén, lapos fej ül, amely hosszú csőrszerű képződményben végződik. A „csőrön” 18-22 pár, oldalra mutató, kiálló fog ül. Orrlyukai nagyok és becsukhatók. Bőre sok ezer apró, éles fogaspikkelyel fedett, melyet a dörzspapírhoz lehet hasonlítani.

## Életmódja
Trópusi halfaj, amely egyaránt megél a sós- és brakkvízben is. Az árapály térségben és a folyók brakkvízű szakaszainál is megtalálható. A fenék közelében tartózkodik.

## Szaporodása
A Pristis clavata ál-elevenszülő, vagyis a hím által megtermékenyített peték, a nőstény petefészek vezetékének üregében fejlődnek ki. Ha eljön a szülés ideje, az anya kitolja az érett petéket. A belső nyomástól feszülő ikraburok a szülés pillanatában szétreped, és a kis halivadék a szülőcsatornából a szó szoros értelmében, általában farokkal előre, kilökődik az anya testéből. Szaporodásáról, csak keveset tudunk.

## Felhasználása
Ennek a fűrészesrájának a húsa ehető.